# Manfréd Weiss

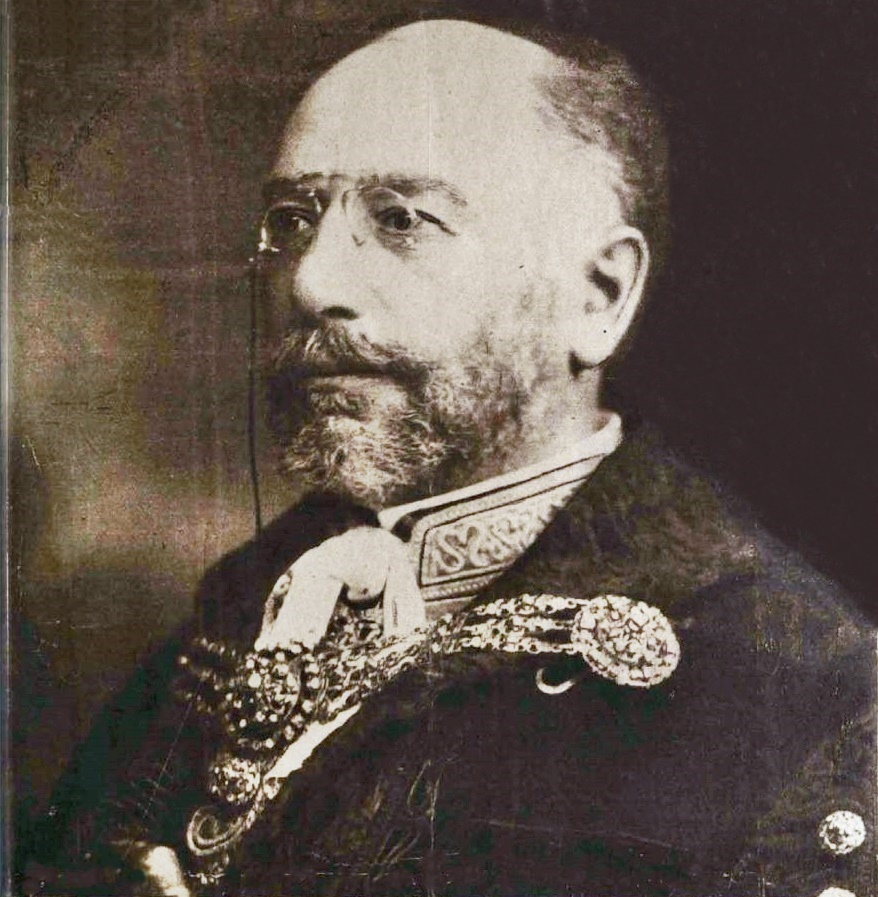
Manfréd Weiss

Manfréd Baron Weiss von Csepel (* 11. April 1857 in Pest; † 25. Dezember 1922 in Budapest) war ein ungarischer Großindustrieller.

## Leben
Manfréd Weiss entstammt einer gläubigen jüdischen Händlerfamilie in Pest. Gleich nach Ende des Besuchs der Handelsakademie in Pest übernahm er als 19-Jähriger die Leitung einer Hamburger Exportfirma.

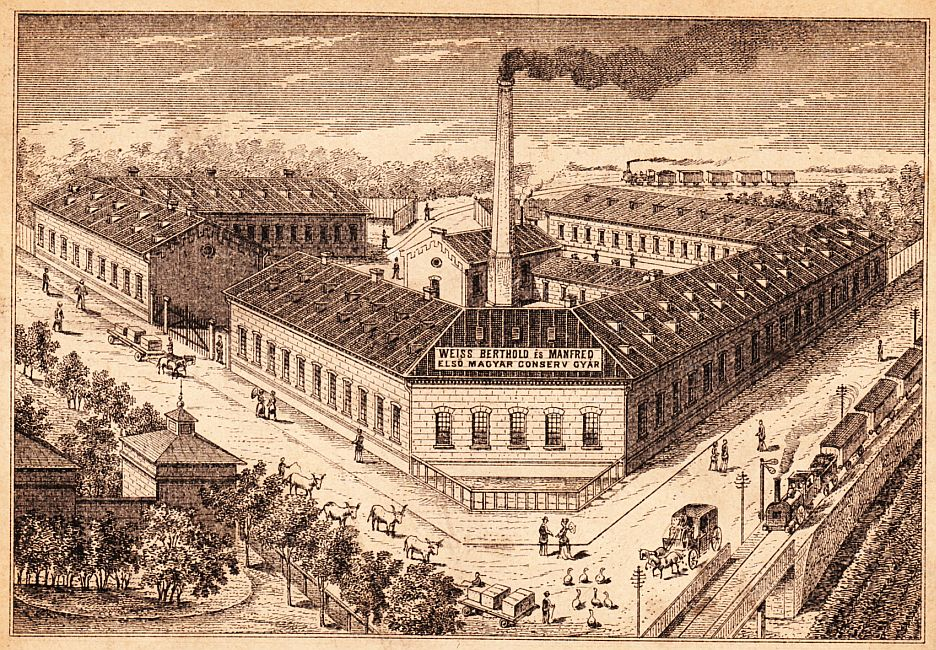
Konservenfabrik

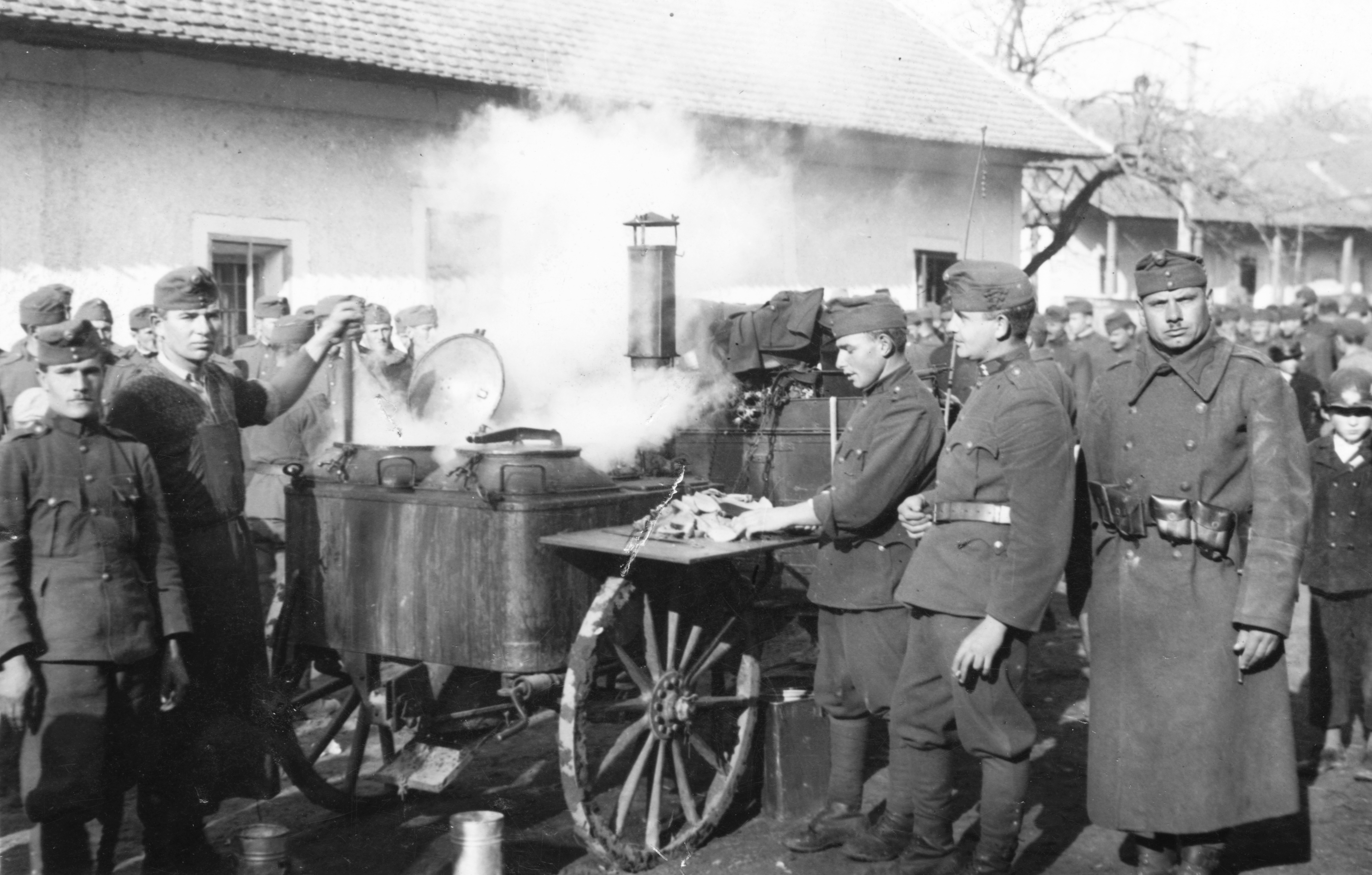
Ungarische Feldküche

Im Jahr 1882 gründete er gemeinsam mit seinem Bruder Berthold in Budapest die erste Konservenfabrik in Ungarn. Auch für die Herstellung der Dosen selbst ließ er ein eigenes Werk errichten, in dem ab 1889 auch Patronen hergestellt wurden. Für die Patronenherstellung gründete er aber drei Jahre später eine eigene Fabrik, in der auch andere Waffen hergestellt wurden. In Fiume baute er auch eine Werft, in der Torpedos produziert wurden. In Csepel (seit 1950 XXI. Bezirk von Budapest) wurde 1911 von ihm die Stahlfabrik Manfréd Weiss Stahl- und Metallwerke AG Csepel in Betrieb genommen, die die größte Waffenfabrik in Österreich-Ungarn wurde und auch nach England, Spanien, Italien und Russland exportierte. 1909 entwarf er für die k.u.k. Armee eine Feldküche, die auf dem Druckkochprinzip basierte. Dadurch war es erstmals möglich, Verpflegung für die Truppe bereits während des Marsches zuzubereiten. Diese Feldküche (M.1909) sollte für 80 Jahre Bestand haben. Ein Modell davon ist im Wiener Heeresgeschichtlichen Museum ausgestellt.
Im Jahr 1896 wurde er vom ungarischen König Franz Joseph I. geadelt und ihm der Namen Csepeli (dt. von Csepel) verliehen.
Während des Ersten Weltkrieges waren in diesen Werken bis zu 30.000 Arbeiter beschäftigt, die einerseits Patronen und Artilleriegeschosse, andererseits auch Fleisch- und Kaffeekonserven herstellten. 1915 wurde Weiss Mitglied des Magnatenhauses und im Jahr 1918 in den Rang eines Barons erhoben.
Nach dem Verlust des Ersten Weltkrieges brachen die Märkte weg und es verblieben nur mehr 400 Arbeiter. Die Werke wurden 1919 im Ungarisch-Rumänischen Krieg von rumänischen Besatzungstruppen geplündert und Weiss selbst wurde im selben Jahr von den Kommunisten verhaftet. Nach seiner Freilassung baute er aber seine Werke teilweise wieder auf und stellte die Produktion auf zivile Güter um. So produzierte er vorerst Fahrräder und Nähmaschinen, aber auch Rohware wie Walzteile oder Stahlrohre. 
Der nächste Schritt war die Gründung einer Flugzeugfabrik. Bereits im Jahr 1922 beschäftigte er wieder 10.000 Mitarbeiter.

## Wirken
Er war Mitbegründer des ungarischen Industriellen-Landesverbandes und dessen Vorsitzender-Stellvertreter. 
Bekannt war Weiss für seine Wohltätigkeit. So gründete er eine Entbindungsstation und Kindergärten. Auf Csepel wurde auch ein Militärspital errichtet, ebenso wie ein Lungensanatorium und ein Altenheim.